# Chiesa dei Santi Pietro e Paolo (Visone)
La chiesa dei Santi Pietro e Paolo è la parrocchiale di Visone, in provincia di Alessandria e diocesi di Acqui; fa parte della zona pastorale Acquese-Alessandrina.

## Storia
Originariamente il ruolo di parrocchiale era svolto nella chiesa di Santa Maria delle Grazie, in cui si riunì nel 1450 il capitolo della cattedrale di Acqui per eleggere il vescovo Tommaso de Regibus.
Nel Cinquecento, tuttavia, questo luogo di culto versava in convinzioni non buone, anche per il fatto che sorgeva in un luogo soggetto a movimenti franosi.
Così, nel 1604 iniziarono i lavori di costruzione della nuova parrocchiale, dedicata ai Santi Pietro e Paolo; l'opera richiese però vari decenni, tanto che si poté celebrare la consacrazione appena nel 1695.

## Descrizione

### Facciata
La facciata a capanna della chiesa, rivolta a nordest e scandita da quattro lesene sorreggenti il timpano di forma triangolare in cui s'apre una nicchia con la statua del Sacro Cuore, presenta centralmente il portale d'ingresso architravato, un affresco di Lorenzo Laiolo con soggetto la Madonna del Rosario con i Santi Domenico e Caterina da Siena e una finestra a lunetta, mentre ai lati vi sono altre due nicchie ospitanti i simulacri dei Santi Pietro e Paolo.
Annesso alla parrocchiale è il campanile a base quadrata, la cui cella presenta su ogni lato una monofora a tutto sesto ed è coronata dalla cupola a cipolla.

### Interno
L'interno dell'edificio si compone di un'unica navata, sulla quale si affacciano le cappelle laterali e le cui pareti sono scandite da lesene sorreggenti la trabeazione sulla quale si imposta la volta; al termine dell'aula si sviluppa il presbiterio, rialzato di alcuni gradini e chiuso dall'abside quadrata.
Qui sono conservate diverse opere di pregio, tra le quali gli affreschi raffiguranti l'Ultima Cena e la Predicazione di San Giovanni Battista, dipinti da Pietro Ivaldi nel XIX secolo, l'organo, costruito nel 1897 da Giovanni Mentasti, e quatro pale ritraenti le Anime purganti, la Natività, il paese con San Bovo e la Madonna e la battaglia di Lepanto, realizzate da Giovanni Monevi.